# مکس لیچفیلد
مکس لیچفیلد (انگلیسی: Max Litchfield؛ زادهٔ ۴ مارس ۱۹۹۵) ورزشکار ورزش شنا اهل بریتانیا است.
وی در مسابقات کشوری و بین‌المللی در مجموع برندهٔ ۱ مدال طلا، ۲ مدال نقره و ۱ مدال برنز شده‌است.